# Рожнувская ГЭС
Рожновская ГЭС — гидроэлектростанция на юге Польши в Малопольском воеводстве, вторая по мощности на реке Дунаец (правый приток Вислы) после Чорштынской ГЭС.
После мощного наводнения 1934 года решили построить плотину возле посёлка Рожнув (Rożnow) на юго-запад от г. Тарнув. Строительство оказалось прерванным началом Второй мировой войны, однако вскоре немецкие оккупационные власти решили завершить проект. Плотина достигла строительной готовности в 1941-м, ещё два года продолжалось заполнение водохранилища. Гидроагрегаты начали работу в 1942—1943 годах.
Во время сооружения станции Дунаец перекрыли бетонной плотиной высотой 49 метров и длиной 550 метров, шириной от 9 (по гребню) до 40 (в основании) метров. Она удерживает водохранилище с площадью поверхности 16 км2 и первоначальным объёмом 228 млн м3 (по состоянию на 2004 год он уменьшился до 161 млн м3). В машинном зале установлены четыре турбины типа Каплан мощностью по 12,5 МВт. При напоре в 29 метров это оборудование обеспечивает производство 125 млн кВт-ч в год.
В 2000—2004 годах станция прошла модернизацию, которую выполнила компания ZRE Gdańsk.